# Valônia

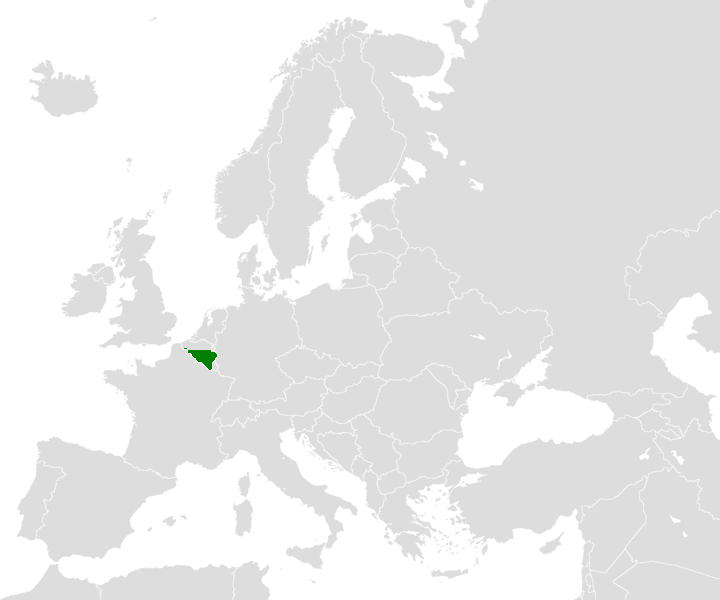
Localização da Valônia na Europa

A Valónia (português europeu) ou Valônia (português brasileiro) (em francês:  Wallonie; em valão: Walonreye / Walonîye / Walonèye) é uma das 3 regiões e uma das entidades federadas da Bélgica. A Valónia está situada no sul do país e agrega as zonas francófonas e germanófonas deste Estado europeu. A região foi administrativamente criada em 1980 simultaneamente com a Região de Flandres. A capital é a cidade de Namur, enquanto que a capital econômica é Liège, a cultural é Mons, Charleroi é a capital social e Verviers para a água. As línguas faladas nesta região são o francês e  alemão.
A região opôs-se ao CETA, um acordo de comércio livre entre a União Europeia e o Canadá.

## Geografia
O território da Região valónica é definido pela Constituição belga da seguinte forma: Artigo 5: "A Região valónica inclui as províncias:
1. Brabante Valão,
2. Hainaut,
3. Liège,
4. Luxemburgo,
5. Namur. [...] ".[3]

## Artesanato
- Cristais Val-Saint-Lambert
- Dinanderia (trabalho do cobre)
- Renda
- Grés de La Roche-en-Ardenne
- cerâmica de Bouffioulx
- Porcelana de Tournai

## Tradições e folclore local
- O Carnaval de Binche com os "Gilles"ː[4] Património Cultural Imaterial da Humanidade pela UNESCO,[5]
- Os Carnavais de Eupen, Malmedy, La Calamine,
- A "Cavalcade" de Herve (Cavalcade : procissão a cavalo),
- As Marchas d'Entre-Sambre-et-Meuse (região entre o Rio Sambre e o Rio Meuse),
- A Ducasse de Ath[6](Ducasse: festa popular de um santo),
- A Ducasse de Mons ou "doudou de Mons",[7]
- O desfile dos Gigantes do Norte (personagens gigantes de Santos, fictícios ou históricos),
- O 15 de Agosto em Outremeuse (Bairro da Cidade de Liège),
- Os concursos de lutas sobre pernas de pau em Namur,
- As Macralles / Macrâles (Bruxas) de Vielsalm[8] (Luxemburgo), Tilff (Liège), Hélécine (Brabante Valão), Évelette (Namur), Ellezelles (Hainaut),
- O Lætare de Fosses-la-Ville com a tradição dos "Chinels", de Stavelot com a tradição dos "Blancs Moussis", de Tilff com a tradição dos "Porais" e de Andenne com os "Ursos".

## Gastronomia da Valónia
A Valónia é uma região antiga e rural, a presença humana remonta ininterruptamente desde o período Neolítico. A Valónia é rica em tradições culinárias antigas até hoje.

### Cervejas

#### Cervejas trapistas
- Chimay
- Orval
- Rochefort

#### Cervejas de abadia não trapistas
- Abbaye d'Aulne
- Floreffe
- St Feuillien
- Val-Dieu

#### Cervejas especiais
- Barbãr
- Bush
- Chouffe
- Elfique
- La Gauloise
- La Rulles
- Lupulus
- Moinette

As cervejas de Leffe, Maredsous e Ciney são na origem da região da Valónia, mas são hoje produzidas na região de Flandres.